# George R. Price

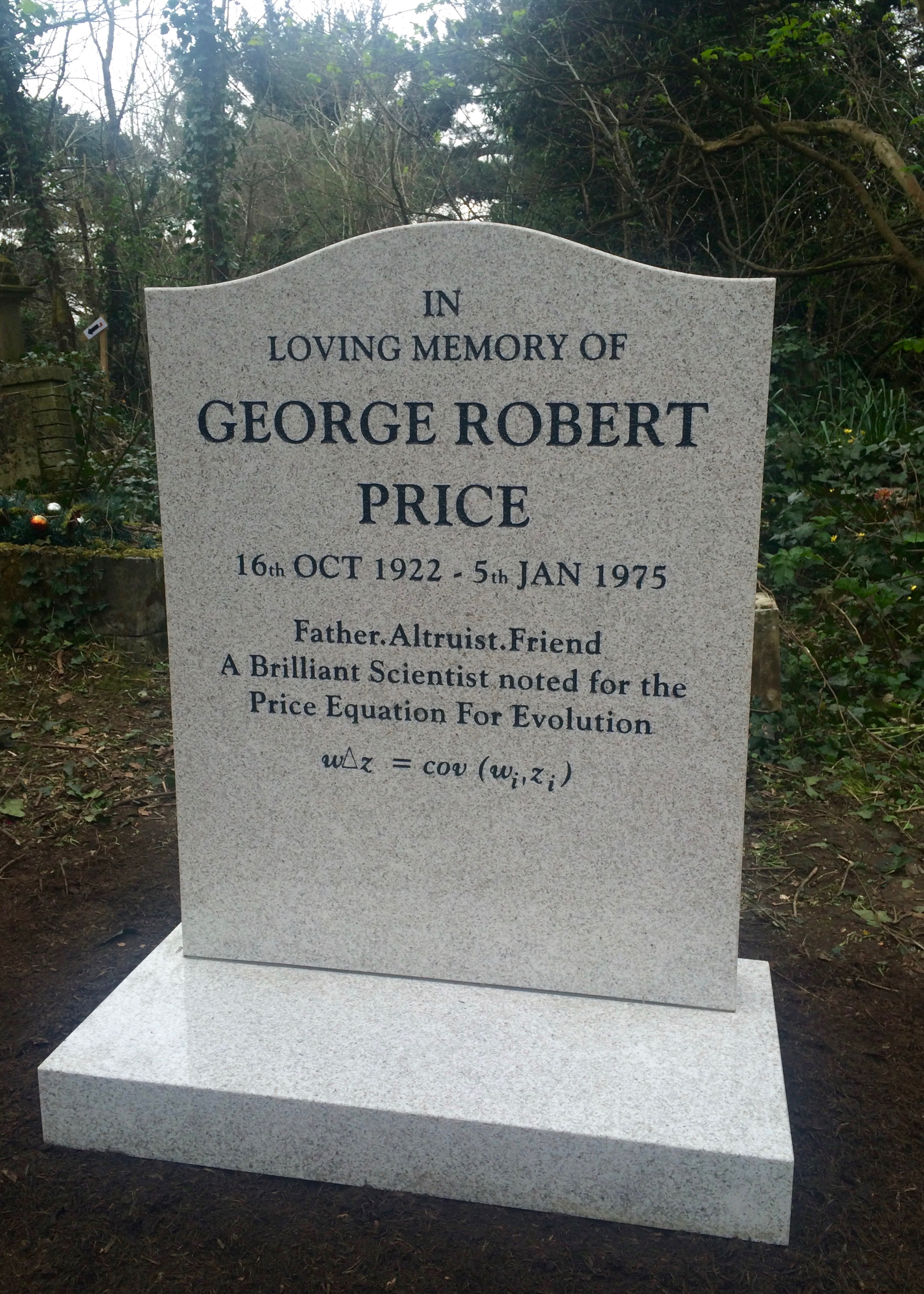
Grabstein von George Robert Price

George Robert Price (* 16. Oktober 1922 in New York City; † 6. Januar 1975 in London) war ein amerikanischer Populationsgenetiker. Als Chemiker ausgebildet, als Lehrer und Wissenschaftsjournalist tätig, ging er 1967 nach London, wo er am Galton Laboratory am University College London als Theoretischer Biologe arbeitete. Drei wichtige Beiträge zur Evolution und zur Selektion werden ihm zugeschrieben:
- Erweiterung der Arbeit von William D. Hamilton über Verwandtenselektion (kin selection) durch die Price-Formel
- Einführung des Konzepts der Evolutionär stabilen Strategie (ESS) zusammen mit John Maynard Smith, einem zentralen Konzept der evolutionären Spieltheorie
- Formalisierung von Ronald Fishers fundamentalem Theorem der Natürlichen Selektion

## Leben
Der Vater war Elektriker und starb, als George vier Jahre alt war. Seine Mutter war eine ehemalige Opernsängerin. Die Familie kämpfte sich durch die Große Depression. Er hatte einen älteren Bruder Edison. Nach dem Besuch einer öffentlichen Schule in New York City erreichte Price 1943 einen Abschluss in Chemie an der Universität von Chicago. 1946 erhielt er seinen Doktorgrad von derselben Universität, nachdem er am Manhattan-Projekt mitgearbeitet hatte. 1947 heiratete er Julia Madigan. Ihre Beziehung war spannungsgeladen, da George ein entschiedener Atheist, seine Frau eine praktizierende Katholikin war. Sie hatten zwei Töchter, Annamarie und Kathleen, und ließen sich 1955 scheiden.
Zwischen 1946 und 1948 war Price Lehrer für Chemie an der Harvard-Universität und Berater für die Argonne National Laboratory. Zwischen 1950 und 1957 war er wissenschaftlicher Mitarbeiter in Medizin an der University of Minnesota. Er arbeitete unter anderem an Fluoreszenzmikroskopie und Leberperfusion. 1955 und 1956 veröffentlichte er zwei Beiträge im Magazin Science, in denen er die pseudowissenschaftlichen Ansprüche der Außersinnlichen Wahrnehmung kritisierte. Als Wissenschaftsjournalist versuchte er, ein Buch über den Kalten Krieg der USA mit der Sowjetunion und China zu schreiben mit dem Titel No Easy Way (Kein leichter Weg). Er beklagte sich aber, dass sich die Welt schneller veränderte, als er darüber schreiben konnte. So wurde sein Buch nie beendet.
Von 1962 bis 1967 war er bei IBM als Berater für grafische Datenverarbeitung angestellt. 1966 wurde er wegen Schilddrüsenkrebs behandelt. Durch die Entfernung des Tumors blieb seine Schulter teilweise gelähmt, und er blieb auf eine Behandlung mit Thyroxin angewiesen. Mit dem Geld aus seiner Versicherung ging er 1967 nach England, um ein neues Leben anzufangen.
William D. Hamilton konnte sich 1996 nicht mehr erinnern, wann Price ihn das erste Mal besuchte. Er erinnerte sich, dass Price seine Arbeit über Verwandtenselektion gelesen hatte. Ohne Ausbildung in Populationsgenetik oder Statistik entwickelte er die Price-Gleichung, eine Kovarianz-Gleichung, die die Änderung der Allelfrequenz einer Population angab. Obwohl der erste Teil der Gleichung vorher von Alan Robertson und C.C. Li abgeleitet worden war, erlaubte der zweite Teil der Gleichung die Anwendung auf alle Arten der Selektion und Evolution.
Am 6. Juni 1970 hatte Price eine religiöse Erfahrung und studierte danach leidenschaftlich das Neue Testament. Er glaubte, dass es zu viele Fügungen in seinem Leben gegeben hätte. Im Besonderen schrieb er einen ausführlichen Aufsatz Die zwölf Tage von Ostern, in dem er darlegte, dass die Dauer der Ereignisse um den Tod Jesu von Nazareth in der Osterwoche in Wirklichkeit länger gewesen sei. Später wandte er sich vom Bibelstudium ab und widmete sein Leben der Sozialarbeit, indem er den Bedürftigen im Norden von London half und all seinen materiellen Besitz den Armen spendete. Im Jahr 1975 schied er durch Suizid aus dem Leben.

### Fishers Fundamentales Theorem
Durch seine Arbeit brachte Price Licht in „Fishers Fundamentales Theorem der natürlichen Selektion“, welches manche Kontroverse und Missverständnisse verursacht hatte. Er glaubte, dass seine Gleichung (die Price-Gleichung) ein Geschenk Gottes, ein Wunder nach seiner religiösen Erfahrung sei.
Er unterstützte Obdachlose, indem er sein Haus zur Verfügung stellte. Manchmal, wenn die Leute in seinem Haus zu sehr störten, schlief er in seinem Büro. Durch ein Bauprojekt musste er schließlich sein gemietetes Haus verlassen, was ihn sehr unglücklich machte, da er nun den Obdachlosen keine Unterkunft mehr zur Verfügung stellen konnte. Er zog in verschiedene Häuser im Norden von London, wo er sich schließlich 1975 umbrachte, indem er sich mit einer Nagelschere die Kehle aufschlitzte. Freunde sagten, dass er sich aus Verzweiflung umbrachte, da er nicht mehr den Obdachlosen helfen konnte.
Eine Gedenkfeier wurde für Price in Euston (nicht in einer Kirche) abgehalten. Als einzige Personen von der Hochschule waren Hamilton und Maynard Smith anwesend, die wenigen anderen Trauernden waren Bekannte, die er durch seine Sozialarbeit kennengelernt hatte. Price Beiträge wurden dann für zwanzig Jahre übersehen, da er nur für eine kurze Zeit in theoretischer Biologie gearbeitet und nur wenig publiziert hatte. Dies änderte sich in den letzten Jahren durch die Biografie, die James Swartz über ihn schrieb, und durch die Artikel von Steve Frank.

## Schriften
- G.R. Price: Science and the supernatural. In: Science, 122, 1955, S. 359–367.
- G.R. Price: Where is the definitive experiment? In: Science, 123, 1956, S. 17–18.
- G.R. Price: Selection and covariance. In: Nature, 227, 1970, S. 520–521.
- G.R. Price: Extension of the Hardy-Weinberg law to assortative mating. In: Annals of Human Genetics, 23, 1971, S. 344–347
- G.R. Price, Cedric Smith: Fisher’s Malthusian parameter and reproductive value. In: Annals of Human Genetics, 3, 1972, S. 1–7
- G.R. Price: Fisher’s “fundamental theorem” made clear. In: Annals of Human Genetics, 36, 1972, S. 129–140.
- G.R. Price: Extension of covariance selection mathematics. In: Annals of Human Genetics, 35, 1972, S. 485–490.
- John Maynard Smith, G.R. Price: The logic of animal conflict. In: Nature, 246, 1973, S. 16–18.
- G.R. Price: The nature of selection. In: Journal of Theoretical Biology, 64, 1995, S. 278–285 (written circa 1971)